# Schizostachyum kalpongianum
Schizostachyum kalpongianum là một loài thực vật có hoa trong họ Hòa thảo. Loài này được M.Kumar & Remesh mô tả khoa học đầu tiên năm 2003.